# Hewland
Fundada por Mike Hewland em 1957, a Hewland é uma empresa Britânica especializada em criar caixas de câmbio para carros esportivos.